# Дмитриця
Дмитриця (Думитриця) — річка у Сторожинецькому районі Чернівецької області, права притока Малого Серету (басей Дунаю).

## Опис
Довжина річки приблизно 11 км. Формується з багатьох безіменних струмків.

## Розташування
Бере початок на північній стороні від села Фальків. Тече переважно на північний схід і на південно-західній околиці села Банилів-Підгірний разом з річкою Гільчою впадає у Малий Серет, праву притоку Серету. 
- На річці розташований водоспад «Королівський».